# Арки (національний парк)
Національний парк Арки (англ. Arches National Park) — національний парк США, що розташований у штаті Юта.
У парку знаходиться понад 2 000 природних арок, утворених з пісковика, а також всесвітньовідома «Струнка арка» (англ. Delicate Arch) та інші геологічні форми вивітрювання.

Статус національного парку надано 1971 року. Парк розташований поблизу міста Моаб, його площа 309 км². 

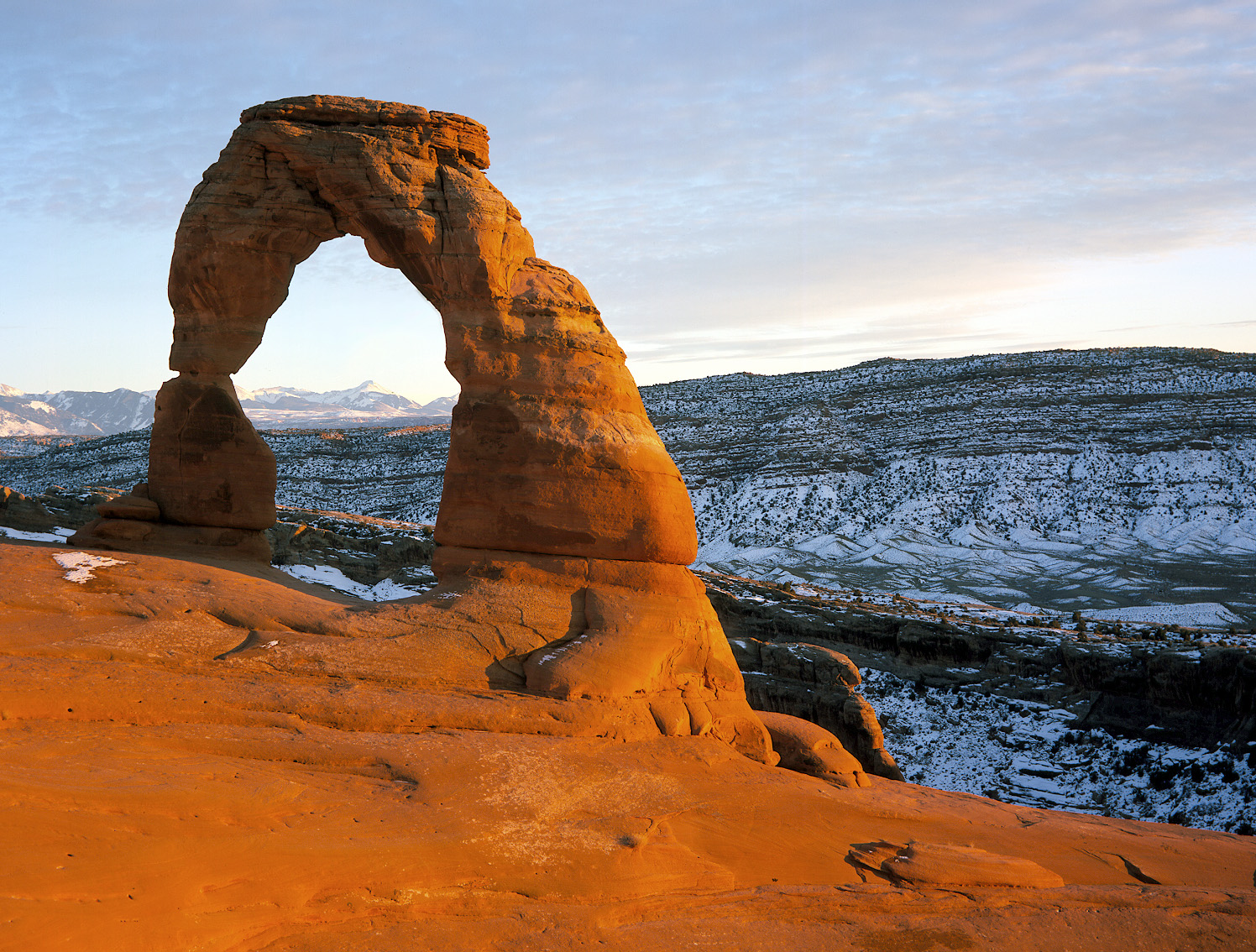
«Струнка арка» — найвідоміша арка національного парку